# ماریا ماگدالنا دومیتراکه
ماریا ماگدالنا دومیتراکه (انگلیسی: Maria Magdalena Dumitrache؛ زادهٔ ۳ مهٔ ۱۹۷۷) قایقران روئینگ اهل رومانی بود.
وی در مسابقات کشوری و بین‌المللی در مجموع برندهٔ ۳ مدال طلا شده‌است.